# Tali–ihantalai csata
A tali–ihantalai csata a második világháború, a Szovjetunió és Finnország között folyó folytatólagos háború egyik csatája volt. 1944. június 25-től július 9-ig egy kis területen (100 km²) vívták meg a Viipuri-öböl és a Vuoksi folyó között, és a szovjet csapatok vereségével végződött, nem sikerült keresztüljutniuk a finn védelmi vonalakon.

## Előzmény
A Szovjetunió masszív támadásba kezdett a finn fronton a Karéliai-földszorosnál 1944. június 9-én (összehangolva a normandiai partraszállással).
A támadás hamarosan áttörte a finn védelmi vonalakat Valkeasaari-nál június 10-én, így a finn csapatok visszavonultak a második védelmi vonalhoz, a VT vonalhoz (Vammelsuu-Taipale vonal). A szovjet támadást erős tüzérségi és légi támogatás, valamint páncélosok bevetése segítette.
A VT-vonalat Sahakylä-nél és Kuuterselkä-nél törték át június 14-én, és egy elbukott finn páncélos ellentámadás után Kuuterselkä-nél a védelmet visszaszorították a VKT vonalig (Viipuri-Kuparsaari-Taipale vonal).
Az ezt követő két hétben folyamatosan vonultak vissza a finnek csaták megvívása nélkül. Viipuri városát jelentős ütközetek nélkül foglalták el a szovjetek június 20-án.
Finnország békéért folyamodott június 21-én, a Szovjetunió válaszában csak a feltétel nélküli kapitulálást fogadta el.

## Csapatok
- Finn IV. hadtest
  - 3. dandár („Kék Dandár”)
  - 3. hadosztály
  - 4. hadosztály
  - 18. hadosztály, június 27-től a 13. hadosztály
  - 6. hadosztály
- Finn páncéloshadosztály
- A német „Kuhlmey” egység június 16-án érkezett Finnországba, 32 Fw 190 vadászgépből és 32 Ju 87 zuhanóbombázóból állt.
- A német 303. Rohamlöveg-dandár (Sturmgeschütz-Brigade 303) június 22-én érkezett Finnországba. Kirakodás közben a túlterhelt, rosszúl megrakodott „Marsk Stig” hajó felborult Helsinki kikötőjében és néhány jármű elsüllyedt.
- A szovjet 21. hadsereg 15 hadosztálya
  - 30. hadsereg
  - 47. hadsereg
  - 58. hadsereg
  - 59. hadsereg

## A csata

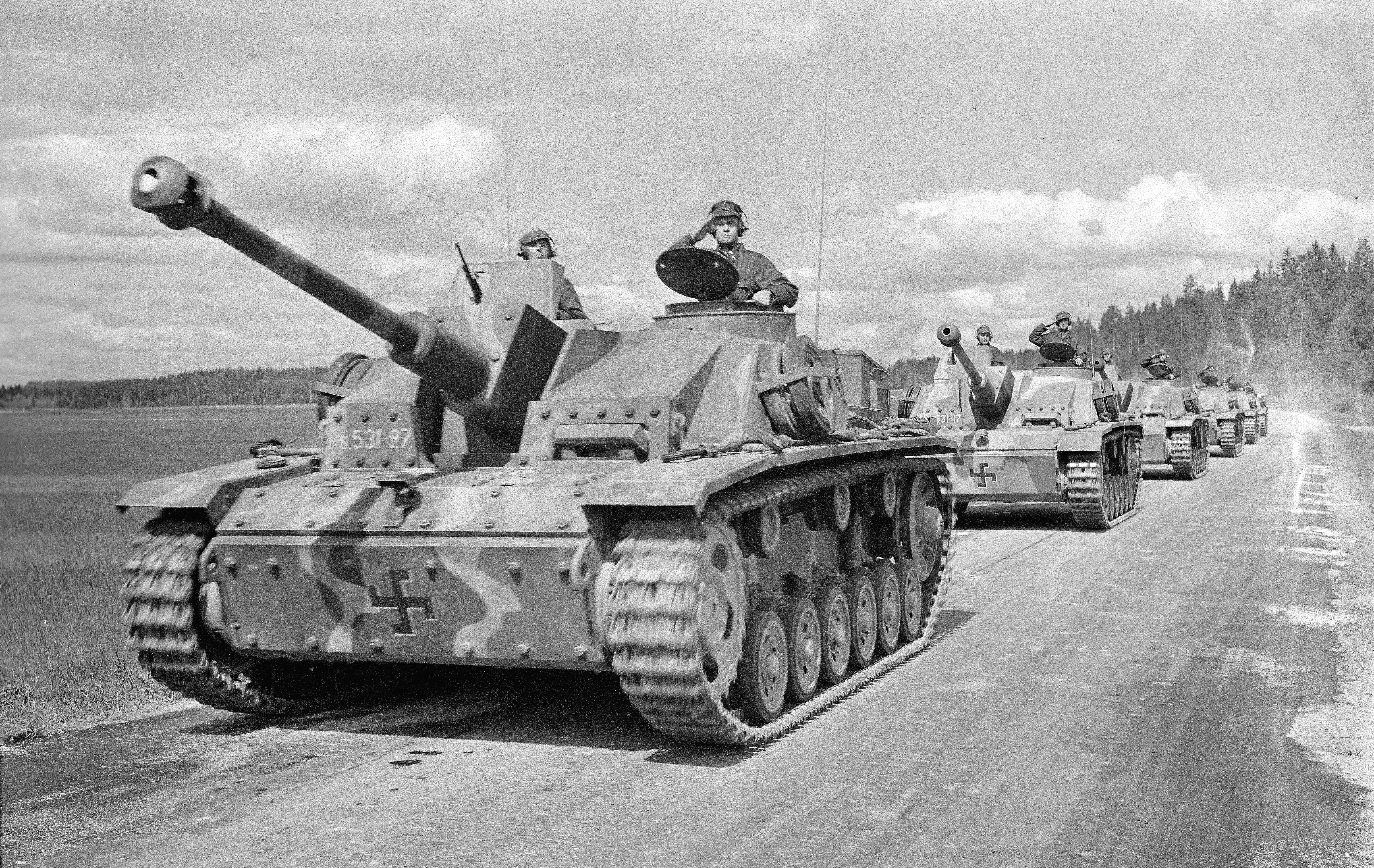
Finn StuG III G rohamlövegek menetben

A szovjet támadás Viipuritól keletre eső területen, a déli Tali falutól északon Ihantaláig összpontosítódott. Ez volt az egyetlen páncélos erőknek megfelelő terület a Karéliai-földszoroson, mindössze 10 km szélesen, ami ráadásul tavakkal és a Vuoksi folyóval volt akadályozva keleten.
Ekkorra már a finn hadsereg tüzérsége felét átcsoportosította a területre, valamint a hadsereg egyetlen páncélos hadosztályát támogatva StuG III támadólövegekkel és a német 303. tüzérdandárral. A csapatok ebben az időben kapták meg a német Panzerfaust (páncélököl) harckocsielhárító fegyvereket, amit eddig tartalékoltak.
A harc itt június 25-én kezdődött, és június 30-ára a finn erők visszavonultak Taliból. A legkeményebb harc július 1. és július 2. között folyt, a finnek naponta 800 embert vesztettek.
Július 2-án a finnek lehallgattak egy rádióüzenetet, melyből kiderült, hogy a szovjet 63. hadosztály és a 30. páncélosdandár támadást indít július 3-án 4 órakor. A következő reggel, 2 perccel a tervezett támadás előtt 40 finn és 40 német bombázó támadta meg a szovjet egységeket, valamint 250 löveg 4000 lövedéket lőtt ki a területre.
Ugyanaznap, 6 órakor 200 szovjet repülő és a gyalogság megtámadta a finn csapatokat. 19 órára a finn erők helyreállították vonalaikat.
Július 6-án a szovjet csapatok kisebb sikereket értek el, annak ellenére, hogy a finn 6. hadosztályt 18 tüzérzászlóalj és 1 nehézüteg támogatta. A szovjeteket azonban visszaszorították, és ellentámadásaik 13:30-kor, valamint 19 órakor elbuktak.
Július 7-re a támadások fő célpontjai már Vuoksira cserélődtek, és a szovjetek megkezdték legjobb egységeik Észtországba szállítását, hogy ott harcoljanak a németekkel. Július 9-re a szovjetek már nem próbálkoztak áttöréssel, annak ellenére, hogy kisebb összetűzésekre még sor került.

### Veszteségek
A szovjet hadsereg közlése szerint 400-600 harckocsit vesztett a tali–ihantalai területen, főképpen légitámadások és közeli védelmi fegyverek által. A finn–német légvédelem 120-180 szovjet gépet lőtt le.
A finn hadsereg vesztesége 8561 ember volt (sebesült, eltűnt, halott). A szovjet veszteségeket 18-22 000-re becsülik. A veszteségek nagy részét a tüzérség okozta.

### Egyéb frontok
Ugyanekkor a szovjet 59. hadsereg a Viborgi-öbölben lévő szigeteken keresztül támadott, de a szárazföld elleni támadást a német 122. hadosztály és a finn 5. hadsereg visszaverte július 10-én.
A sikertelen július 3-ai tali támadás után a szovjetek megpróbáltak átkelni a Vuoksi folyón július 4-én, de nem sikerült eljutniuk a partra annak ellenére, hogy három hadosztállyal rendelkeztek, a finnek pedig csak a 2. hadosztállyal. Az áttörési próbálkozások július 21-ig tartottak.
Július 12-re a szovjetek készen álltak egy békejavaslat megtárgyalására.
A háború vége előtt a finn erők még mindig képesek voltak 2 szovjet hadosztály bekerítésére Ilomantsinál.

## A háború vége
A tűzszünet a Szovjetunió és Finnország között 1944. szeptember 4-én kezdődött meg a finnek számára, 24 órával később pedig a szovjetekre is vonatkozóan.